# Serenade to a Bus Seat
Serenade to a Bus Seat — студійний альбом американського джазового трубача Кларка Террі, випущений у 1957 році лейблом Riverside Records.

## Опис
На цій сесії трубач Кларк Террі (перед тим як він переключився на флюгельгорн) грає з тенор-саксофоністом Джонні Гріффіном, піаністом Вінтоном Келлі, басистом Полом Чемберсом і ударником Філлі Джо Джонсом. Найбільш примітним є те, що Террі написав п'ять з восьми композицій (включаючи заглавну, яка присвячена співпраці з Дюком Еллінгтоном); інші — «Donna Lee», чудова версія «Stardust» і «That Old Black Magic» у дусі латин-джазу. Террі і Гріффін є сильним тандемом, однак разом вони майже не записувались у продовж своєї кар'єри.  

## Список композицій
1. «Donna Lee» (Чарлі Паркер) — 4:04
2. «Boardwalk» (Кларк Террі) — 7:01
3. «Boomerang» (Кларк Террі) — 6:01
4. «Digits» (Кларк Террі) — 4:08
5. «Serenade to a Bus Seat» (Кларк Террі) — 4:37
6. «Stardust» (Хогі Кармайкл, Мітчелл Періш) — 5:15
7. «Cruising» (Кларк Террі) — 8:27
8. «That Old Black Magic» (Гарольд Арлен, Джонні Мерсер) — 1:59

## Учасники запису
- Кларк Террі — труба
- Джонні Гріффін — тенор-саксофон
- Вінтон Келлі — фортепіано
- Пол Чемберс — контрабас
- Філлі Джо Джонс — ударні

Технічний персонал
- Оррін Кіпньюз — продюсер, текст
- Джек Хіггінс — інженер
- Пол Бейкон — дизайн обкладинки
- Пол Веллер — фотографія обкладинки